# Myrmecia dispar
Espèce
Myrmecia dispar est une espèce de fourmi originaire d'Australie. Les plus fortes populations de cette fourmi géante se trouvent dans les deux États du sud-est du pays : l'Australie-Méridionale et la Nouvelle-Galles du Sud.
L'espèce est décrite pour la première fois en 1951.

## Nom vernaculaire et classement
Du fait de son agressivité, cet insecte social est aussi connu sous le nom vernaculaire de « fourmi bouledogue ».
La fourmi bouledogue appartient au genre Myrmecia, à la sous-famille Myrmeciinae.
La plupart des ancêtres des fourmis du genre Myrmecia n'ont été retrouvés que dans des fossiles, à l’exception de Nothomyrmecia macrops, seul parent vivant actuellement.

## Biologie
La taille des ouvrières de l'espèce Myrmecia dispar varie de 9 à 11 mm de long. Myrmecia dispar présente une tête et un abdomen marron, un thorax et des pattes brunes. Ses antennes et ses mandibules sont généralement jaunes ou bruns. À l'exception des antennes, son corps est couvert de poils épars, très fins et courts, de couleur jaune ; cette pubescence peut être très abondante au niveau de l'abdomen.

## Source de la traduction
- (en) Cet article est partiellement ou en totalité issu de l’article de Wikipédia en anglais intitulé « Myrmecia dispar » (voir la liste des auteurs).